# Louis Aliot
Louis Aliot (Tolosa de Llenguadoc, 4 de setembre de 1969) és un advocat i polític francès del partit ultradretà Reagrupament Nacional, alcalde de Perpinyà des del 2020.
Fou conseller regional del Llenguadoc-Rosselló entre el 2010 i el 2015 i vicepresident encarregat de la formació i les manifestacions del partit d'extrema dreta Front Nacional des del 16 de gener de 2011 fins al 2018. També fou conseller regional del Migdia-Pirineus (2008-2010) i conseller municipal de Perpinyà (2008–2009). Des del 2009 és col·laborador proper i, fins al 2019, parella de Marine Le Pen.
Fou professor de Dret constitucional i Dret públic a la Universitat Tolosa 1 Jean-Jaures (abans Universitat Tolosa 1 Capitol) del 1998 al 2005. Des del 2010 exerceix d'advocat, paral·lelament a la seva activitat política. D'altra banda, ha estat escollit en les eleccions europees com a eurodiputat per la circumscripció Sud-Oest francesa.
La segona volta de l'elecció municipal de 2020 a Perpinyà fou finalment un duel entre Jean-Marc Pujol (Els Republicans) i Louis Aliot, després de la renúncia d'Agnès Langevine i de Romain Grau. Amb un 53,09% dels vots, Aliot esdevingué batlle de la capital del Rosselló, convertint-se en el primer i únic alcalde de Reagrupament Nacional d'una ciutat de més de 100.000 habitants.
En el XVIII congrés de la RN en novembre de 2022 Jordan Bardella es va convertir en el líder del partit succeint Marine Le Pen aconseguint el 85% de suport dels membres del partit, davant del 15% que va tenir Louis Aliot.
El 31 de març de 2025 va ser declarat culpable de malversació de fons per fer contractes ficticis, juntament amb Marine Le Pen i set altres eurodiputats de Reagrupament Nacional per part del Tribunal Penal de París. Aliot va ser condemnat a divuit mesos de presó, tres anys d'inhabilitació, grillet electrònic i una multa de 8.000 euros.